# Darrel Brown
Darrel Rondel Brown (Arima, 11 oktober 1984) is een sprinter uit Trinidad en Tobago, die gespecialiseerd is in de 100 m. Hij vertegenwoordigde zijn land op verschillende grote internationale atletiekwedstrijden. Zo nam hij tweemaal deel aan de Olympische Spelen, maar won hierbij geen medailles.

## Biografie

### Jeugd
Zijn eerste succes boekte Brown in 2001 met het winnen van de 100 m bij de wereldkampioenschappen voor B-junioren. Een jaar later evenaarde hij deze prestatie bij de wereldkampioenschappen voor junioren.

### Senioren
In 2003 behaalde Brown zijn eerste grote succes bij de senioren door op de wereldkampioenschappen in Parijs een zilveren medaille te winnen op de 100 m. Met een tijd van 10,08 s finishte hij een honderdste van een seconde achter Kim Collins, die kampioen werd in 10,07.
Op de Spelen van Athene namen Brown en zijn teamgenoten Nicconnor Alexander, Marc Burns en Ato Boldon deel aan de 4 x 100 m estafette. Met een tijd van 38,60 eindigden ze op een zevende plaats. Een jaar later verbeterde hij op de WK in Helsinki met zijn teamgenoten Kevon Pierre, Marc Burns en Jacey Harper het nationale record op de 4 x 100 m estafette. Hun tijd van 38,10 werd alleen overtroffen door de Franse estafetteploeg, die de wedstrijd won in 38,08. Later dat jaar moest hij bij de wereldatletiekfinale op de 100 m genoegen nemen met een vierde plaats.
In 2008 plaatste Brown zich voor de Olympische Spelen van 2008 in Peking. Hij nam hierbij deel aan de 100 m, maar sneuvelde in de kwartfinale met de slechtste tijd van 10,93. Bij de WK van 2009 nam hij met zijn teamgenoten Marc Burns, Emmanuel Callander en Richard Thompson deel aan de 4 x 100 m estafette. Ditmaal sneuvelde het nationale record opnieuw, dat werd bijgesteld tot 37,62, wat bovendien goed genoeg was voor een zilveren medaille. Usain Bolt won deze wedstrijd met de Jamaicaanse estafetteploeg in 37,31.
Darrel Brown is aangesloten bij de Phoenix Arima en de Maximum Velocity Performance Track Club.

## Titels
- Centraal-Amerikaans en Caribisch kampioen 100 m - 2005, 2008
- Trinidadiaans kampioen 100 m - 2001
- Wereldjeugdkampioen 100 m - 2002
- Wereldjeugdkampioen 4 x 100 m estafette - 2002
- Wereldkampioen B-junioren 100 m - 2001
- Centraal-Amerikaans en Caribische jeugdkamp. 100 m - 2000
- Centraal-Amerikaans en Caribische jeugdkamp. 200 m - 2000

## Persoonlijke records
Outdoor
| Onderdeel | Prestatie | Datum        | Plaats        |
| --------- | --------- | ------------ | ------------- |
| 100 m     | 9,99 s    | 25 juni 2005 | Port-of-Spain |
| 200 m     | 20,41 s   | 6 mei 2001   | Port-of-Spain |

Indoor
| Onderdeel | Prestatie | Datum            | Plaats       |
| --------- | --------- | ---------------- | ------------ |
| 55 m      | 6,15 s    | 9 februari 2003  | Gainesville  |
| 60 m      | 6,59 s    | 14 februari 2004 | Fayetteville |

## Palmares

### 100 m
- 1998:  Centraal-Amerikaanse en Caribische jeugdkamp. - 10,82 s
- 2000:  Centraal-Amerikaanse en Caribische jeugdkamp. - 10,47 s
- 2000: 4e WK B-junioren - 10,40 s
- 2001:  Pan-Amerikaanse jeugdkamp. - 10,49 s
- 2001:  WK B-junioren - 10,31 s
- 2002:  WJK - 10,09 s
- 2002:  Centraal-Amerikaanse en Caribische jeugdkamp. - 10,18 s
- 2003:  Centraal-Amerikaanse en Caribische kamp. - 10,17 s
- 2003:  WK - 10,08 s
- 2005:  Centraal-Amerikaanse en Caribische kamp. - 10,02 s
- 2005: 4e Wereldatletiekfinale - 10,05 s
- 2008:  Centraal-Amerikaanse en Caribische kamp. - 10,12 s

### 200 m
- 2000:  Centraal-Amerikaanse en Caribische jeugdkamp. - 21,46 s (wind)

### 4 x 100 m estafette
- 1998:  Centraal-Amerikaanse en Caribische jeugdkamp. - 42,21 s
- 2000:  Centraal-Amerikaanse en Caribische jeugdkamp. - 41,62 s (CR)
- 2001:  WK - 38,58 s (NR)
- 2002:  WJK - 39,17 (NJR)
- 2003:  Pan-Amerikaanse Spelen - 38,53 s
- 2004: 7e OS - 38,60 s (series NR in 38,53)
- 2005:  Centraal-Amerikaanse en Caribische kamp. - 38,47 s
- 2005:  WK - 38,10 s (NR)
- 2009:  WK - 37,62 s (NR)
- 2011:  Centraal-Amerikaanse en Caribische kamp. - 38,89 s